# Ридсельтс
Ридсельтс (фр. Riedseltz) — коммуна на северо-востоке Франции в регионе Гранд-Эст (бывший Эльзас — Шампань — Арденны — Лотарингия), департамент Нижний Рейн, округ Агно-Висамбур, кантон Висамбур.
Площадь коммуны — 10,02 км², население — 1125 человек (2006) с тенденцией к стабилизации: 1103 человека (2013), плотность населения — 110,1 чел/км².

## Население
Население коммуны в 2011 году составляло 1112 человек, в 2012 году — 1104 человека, а в 2013-м — 1103 человека.
| 1962 | 1968 | 1975 | 1982 | 1990 | 1999 | 2006 | 2008 | 2011 | 2012 | 2013 |
| ---- | ---- | ---- | ---- | ---- | ---- | ---- | ---- | ---- | ---- | ---- |
| 923  | 930  | 975  | 1019 | 1029 | 1061 | 1125 | 1124 | 1112 | 1104 | 1103 |

Динамика населения:

## Экономика
В 2010 году из 773 человек трудоспособного возраста (от 15 до 64 лет) 600 были экономически активными, 173 — неактивными (показатель активности 77,6 %, в 1999 году — 72,3 %). Из 600 активных трудоспособных жителей работали 546 человек (304 мужчины и 242 женщины), 54 числились безработными (28 мужчин и 26 женщин). Среди 173 трудоспособных неактивных граждан 46 были учениками либо студентами, 57 — пенсионерами, а ещё 70 — были неактивны в силу других причин.

## Достопримечательности (фотогалерея)

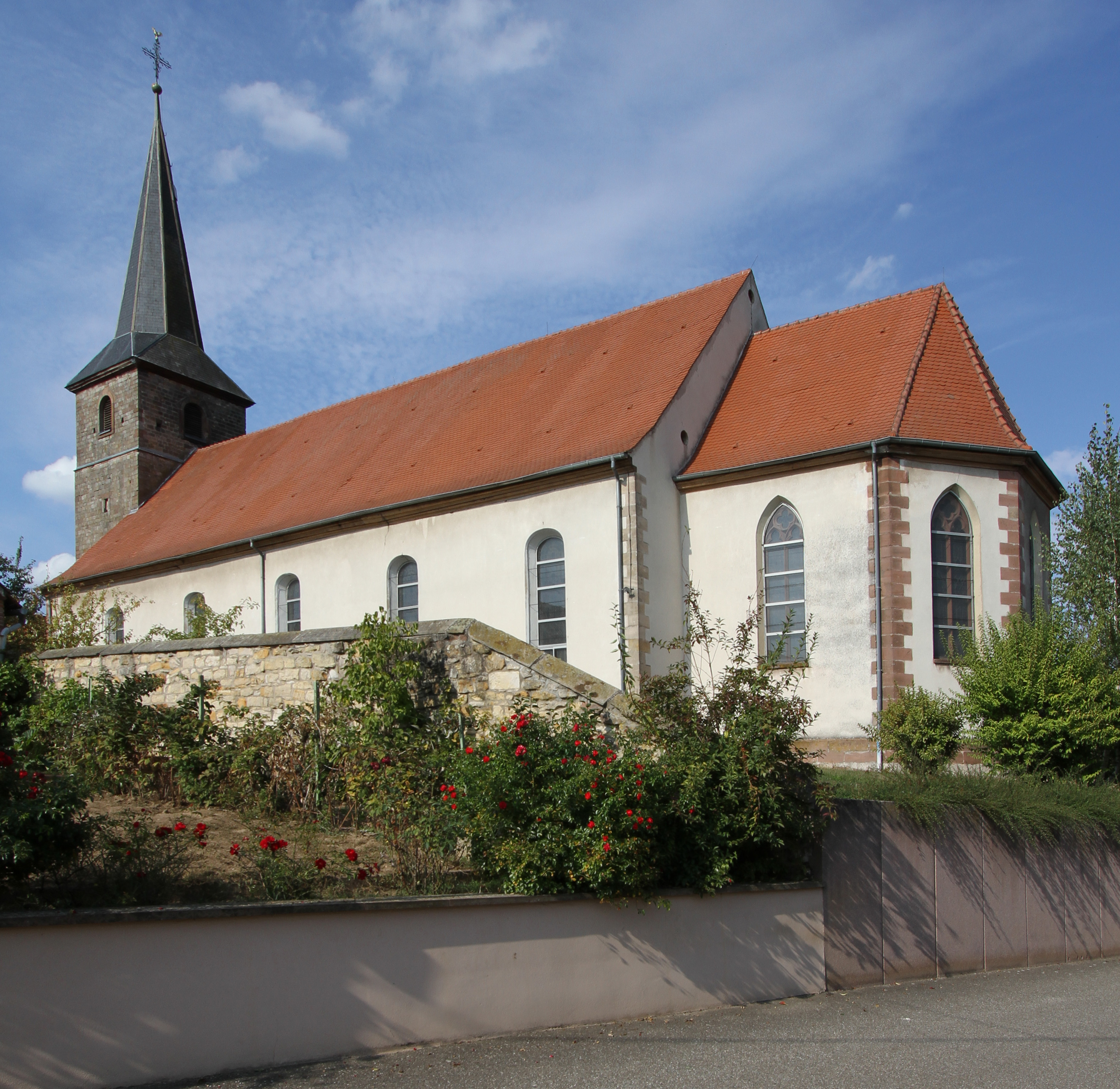
Церковь Сен-Жак
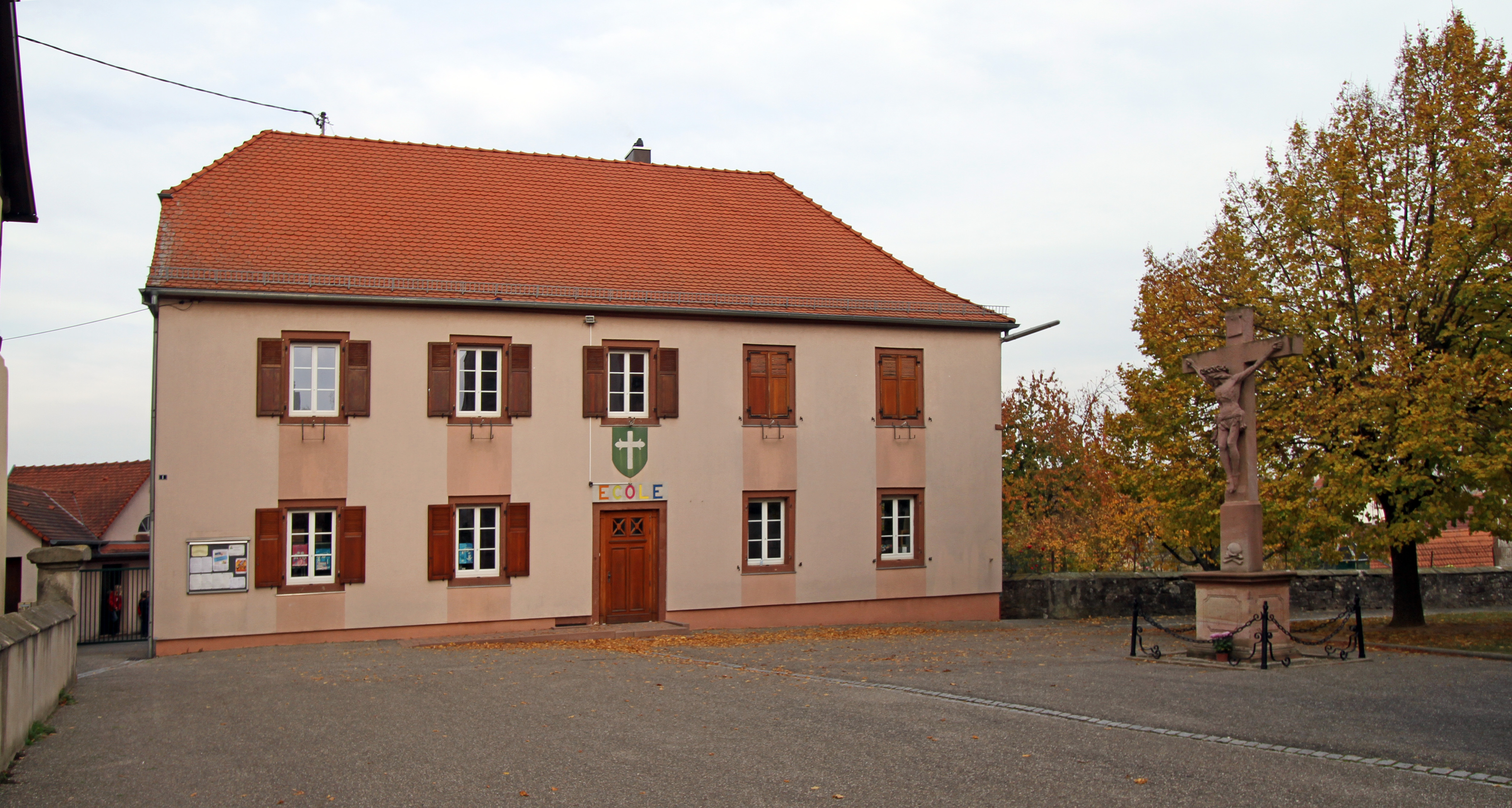
школа